# Palythoa shackletoni
Palythoa shackletoni is een Zoanthideasoort uit de familie van de Sphenopidae. De wetenschappelijke naam van de soort is voor het eerst geldig gepubliceerd in 1937 door Carlgren.